# الحالة المدنية (المغرب)

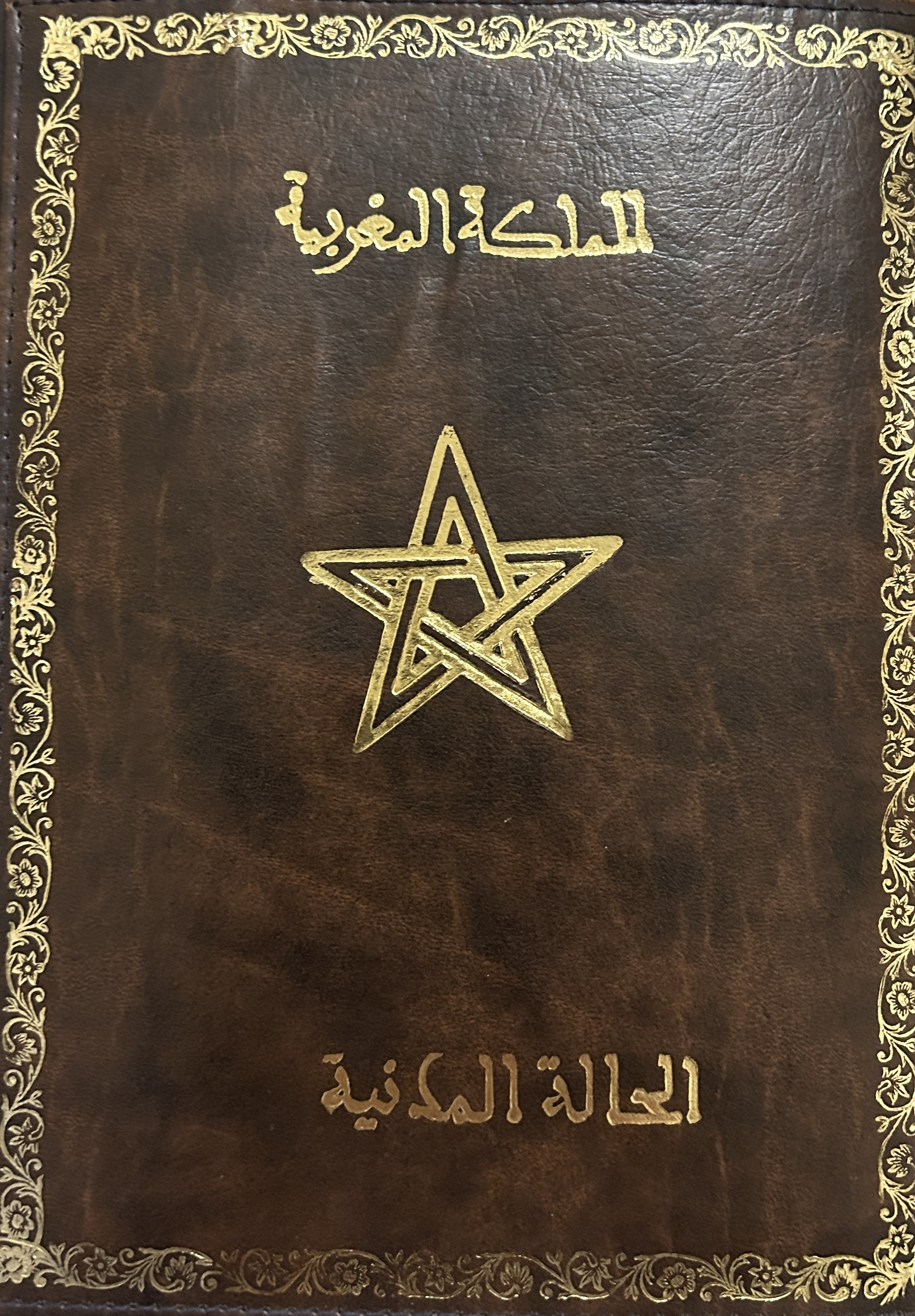
غلاف الحالة المدنية بالمغرب

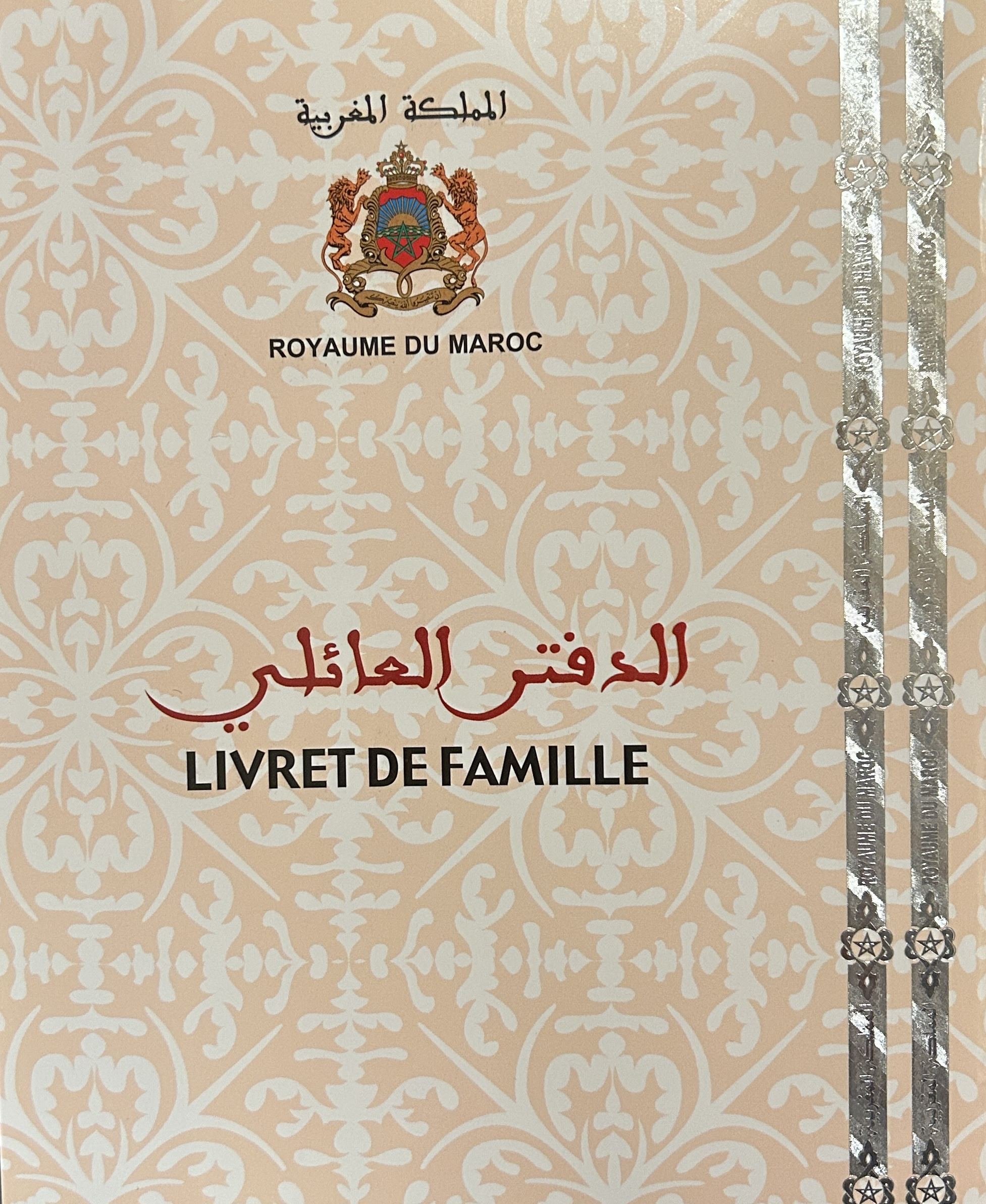
الدفتر العائلي هو المكون الأساسي للحالة المدنية

الحالة المدنية المغربية أو الحالة المدنية هو نظام وضعته وزارة الداخلية بالمغرب من أجل تضمين التصاريح التي يتلقاها ضباط الحالة المدنية حتى تكتسي طابعا رسميا. تستعمل في تحديد وإثبات هويات الأشخاص المسجلين، وتضمين بيانات الزواج والطلاق و رسوم ولادة.

## تاريخ
بدأ نظام الحالة المدنية بتاريخ 4 شتنبر 1915 من دون تحديد قوانين محددة به فكان اختياريا إلى سنة 1950.

## روابط خارجية
- الموقع الرسمي للحالة المدنية المغربية